# Puerto La Cruz
Koordinaten: 10° 13′ N, 64° 38′ W
Puerto La Cruz ist eine Stadt im Staat Anzoátegui in Venezuela, unmittelbar nordöstlich an Barcelona anschließend.
Ursprünglich war Puerto La Cruz ein Fischerdorf und entwickelte sich durch den Tourismus zu einer Stadt mit 220.000 Einwohnern und damit zu einer der größten und beliebtesten Touristenstädte an der gesamten Ostküste.
Die Stadt hat neben dem Tourismusangebot einen der größten venezolanischen Erdölhäfen am Karibischen Meer. Das ist auch der Grund für den Zustand der Strände und des Wassers vor der Stadt, die nicht zum Baden geeignet sind.
Außerhalb der Stadt finden sich an den Inseln de Plata (Silberinsel), Conoma und Arapito viele Strände und der Nationalpark Mochima.
Die Stadt ist angebunden an Lechería, bekannt für dessen Kanalkonstruktion mit Anbindung ans Karibische Meer. Diese ermöglicht es vielen Anwohnern mit dem Boot oder der Jacht direkt vor der Haustür anzulegen.

## Sport
Die Stadt beheimatet die Basketballmannschaft Marinos de Anzoátegui (11-facher venezolanischer Meister, zuletzt 2015) sowie die Baseballmannschaft Caribes de Anzoátegui (venezolanischer Meister 2011 und 2015).

## Persönlichkeiten
- Rafael Payare (* 1980), Dirigent und Hornist
- Yulimar Rojas (* 1995), Dreispringerin
- Yerilda Zapata (* 1998), Diskuswerferin